# Pieces of a Dream (singolo Anastacia)
Pieces of a Dream è il primo singolo estratto dal primo greatest hits della cantautrice statunitense Anastacia, Pieces of a Dream. È stata scritta da Anastacia con Glen Ballard e David Hodges e prodotta da Hodges; è stata pubblicata l'11 novembre 2005 in Europa. Il singolo ha raggiunto le prime posizioni delle classifiche italiana e olandese, ed è andato abbastanza bene in Svizzera e Germania.
In Spagna, l'album è stato distribuito tre anni dopo l'uscita principale, ed è arrivato primo nella classifica spagnola.

## Il video
Il video per Pieces of a Dream è stato diretto da David Lippman e Charles Mahling e girato a Los Angeles fra il 17 ed il 18 settembre 2005. È stato girato completamente in bianco e nero. Ambientato in una oscura foresta e in un manicomio, il video non ha una trama coerente, ma mostra una serie di immagini, interpretando letteralmente il titolo del brano Pieces of a Dream ("Pezzi di un sogno"). Vengono mostrate, fra le altre, una delirante Anastacia e le allucinazioni ad essa associate, come rose congelate e la cantante stessa in fiamme. Alla fine è rivelato che Anastacia è in realtà rinchiusa in una cella di isolamento, e che il video non è altro che un'altra delle sue visioni.

## Tracce
UK and European CD single
1. "Pieces of a Dream" – 4:03
2. "Club Megamix Edit" – 5:17

Promotional Jason Nevins Remix
1. "Pieces of a Dream" (Jason Nevins Remix) – 4:09

Promotional remix single
1. "Pieces of a Dream" (Jason Nevins Remix Edit) – 2:57
2. "Pieces of a Dream" (Jason Nevins Remix) – 6:47
3. "Left Outside Alone" (Humble Brothers Remix) – 3:48

## Classifiche
| Paese (2005)      | Posizione più alta |
| ----------------- | ------------------ |
| Austria           | 29                 |
| Belgio (Fiandre)  | 1                  |
| Belgio (Vallonia) | 4                  |
| Paesi Bassi       | 8                  |
| Europa            | 30                 |
| Germania          | 20                 |
| Irlanda           | 26                 |
| Italia            | 2                  |
| Svizzera          | 18                 |
| Regno Unito       | 48                 |
| Paese (2008)      | Posizione più alta |
| Spagna            | 1                  |